# William Ansah Sessarakoo

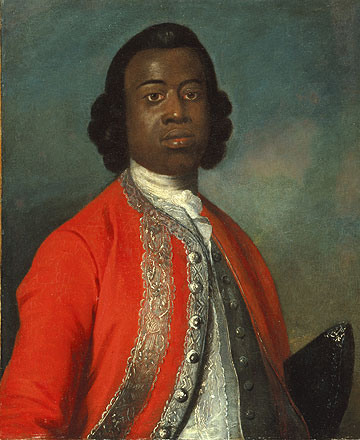
Zeitgenössisches Porträt von William Ansah Sessarakoo

William Ansah (oder Unsah) Sessarakoo (* vermutlich 1736–1749) war der Sohn eines wohlhabenden afrikanischen Händlers, der in die Sklaverei nach Westindien verschleppt wurde. Nach seiner Befreiung kam er nach London, wo er Berühmtheit erlangte.
Sessarakoo war der Sohn eines wohlhabenden brafo (chief) vom Volk der Fante, der seinen Handel nahe dem niederländischen Fort Fort William bei der Stadt Anomabo an der westafrikanischen Goldküste im heutigen Ghana betrieb. Sein Vater war bekannt als „John Corrente“ und handelte mit Gold und Sklaven. John Corrente entschied, seinen Sohn und einen Begleiter nach Europa zu schicken, damit der dort europäisches Geschäftsgebaren erlerne und so seinen geschäftlichen Erfolg vergrößere. Der europäische Kapitän, dem er seinen Sohn anvertraute, verschleppte Sessarakoo jedoch nach Bridgetown auf Barbados und verkaufte ihn dort als Sklaven. Der Kapitän starb bald darauf, aber Sessarakoos Vater entdeckte den Verrat und weigerte sich so lange, Handel mit den Engländern zu treiben, bis sein Sohn freigelassen würde. Die Royal African Company arrangierte daraufhin über lokale Händler den Freikauf von Sessarakoo.
Sessarakoo wurde nach London gebracht, wo er unter dem Schutz von George Montagu-Dunk stand und als „fremder Prinz“, als „Princ von Annamabo“ behandelt und George II vorgestellt wurde. Er wurde zu einer Berühmtheit und man verglich ihn mit Oroonoko, einem fiktiven afrikanischen Prinzen aus einer Novelle von Aphra Behn, der ebenfalls in die Sklaverei verkauft worden war. Er besuchte eine Aufführung von Thomas Southerne die auf Behns Novelle beruhte. Sein Porträt wurde von Gabriel Mathias 1749 gemalt. Die Darstellung des Porträts war für die Zeit überaus ungewöhnlich, da hier ein Afrikaner als Individuum porträtiert wurde. Seine Geschichte inspirierte William Dodd zu seinem Gedicht The African Prince 1750 wurden seine Erinnerungen unter dem Titel The Royal African: or, Memoirs of the Young Prince of Annamaboe veröffentlicht. Später kehrte er nach Afrika zurück.